# Stellamedusa ventana
Stellamedusa ventana är en manetart som beskrevs av Raskoff och Matsumoto 2004. Stellamedusa ventana ingår i släktet Stellamedusa och familjen Ulmaridae. Inga underarter finns listade i Catalogue of Life.